# Чарлі Дей
 Чарльз Пекем «Чарлі» Дей (англ. Charles Peckham "Charlie" Day; нар. 9 лютого 1976 року) — американський актор кіно і телебачення, найбільш відомий за роллю Чарлі Келлі в телесеріалі «у Філадельфії завжди сонячно».

## Біографія
Чарлі Дей народився в місті Нью-Йорк 9 лютого 1976 року. Його мати, Мері Пекхем, була викладачкою гри на фортепіано в школі Пенфільд в Портсмуті, а батько Томас Чарльз Дей був професором музики та англійської мови в університеті  Salve Regina University в Ньюпорті. Велика частина його дитинства пройшла в місті Мідлтаун, штат Род-Айленд. Там же він навчався в школі Пенфільд, закінчив школу Еббей Портсмут. Згодом він навчався в коледжі Меррімак в Массачусетсі, де також грав у бейсбол.

## Особисте життя
Чарлі Дей одружився з американською акторкою Мері Елізабет Елліс 4 березня 2006 року. У подружжя є син, Рассел Уоллес Дей (нар. 15 грудня 2011).

## Фільмографія
| Рік       |    | Українська назва             | Оригінальна назва                 | Роль                  |
| --------- | -- | ---------------------------- | --------------------------------- | --------------------- |
| 1990—2010 | с  | Закон і порядок              | Law & Order                       | Джеремі               |
| 1999—2005 | с  | Третя зміна                  | Third Watch                       | Майкл Босореллі       |
| 2000—2000 | с  | Медіган                      | Madigan Men                       | Клерк                 |
| 2001      | ф  | Пізнє літо                   | Late Summer                       | Тревор                |
| 2001      | ф  | Історії похідного багаття    | Campfire Stories                  | Джо                   |
| 2003—2009 | с  | Ріно 911!                    | Reno 911!                         | Близнюк               |
| 2005      | ф  | Американський тато!          | American dad                      | Джон (озвучка)        |
| 2005—2021 | с  | У Філадельфії завжди сонячно | It's always sunny in Philadelphia | Чарлі Келлі           |
| 2010      | ф  | На відстані кохання          | Going the Distance                | Ден                   |
| 2011      | ф  | Нестерпні боси               | Horrible Bosses                   | Дейл Аеробус          |
| 2013      | ф  | Тихоокеанський рубіж         | Pacific Rim                       | Доктор Ньютон Гейзлер |
| 2014      | ф  | Лего. Фільм                  | The Lego Movie                    | Бенні (озвучка)       |
| 2014      | ф  | Нестерпні боси 2             | Horrible Bosses 2                 | Дейл Аеробус          |
| 2015      | ф  | Канікули                     | Vacation                          | Чед                   |
| 2017      | ф  | Махач вчителів               | Fist Fight                        | Кемпбелл              |
| 2017      | ф  | Я люблю тебе, татусю         | I Love You, Daddy                 | Ральф                 |
| 2018      | ф  | Тихоокеанський рубіж 2       | Pacific Rim: Uprising             | доктор Ньютон Гейзлер |
| 2018      | ф  | Готель «Артеміда»            | Hotel Artemis                     | Акапулько             |
| 2019      | ф  | Lego Фільм 2                 | The Lego Movie 2: The Second Part | Бенні (голос)         |
| 2023      | мф | Супербрати Маріо             | Super Mario Bros: The Movie       | Луїджі (голос)        |
| 2025      | ф  | Люба, не треба!              | Honey Don't!                      | Марті Метакавич       |